# Invictus (novela)
Invictus (Título original: Invictus) es el decimoquinto libro de la serie Águila, de Simon Scarrow. Esta saga narra las peripecias de dos legionarios, Cato y Macro, en las legiones del Imperio Romano a mediados del siglo I d. C.

## Argumento
El prefecto Cato y el centurión Macro regresan a Roma desde Britania con la misión de informar al emperador Claudio sobre la derrota sufrida por las legiones en la campaña militar contra los druidas de la isla de Mona. A su llegada, encuentran una ciudad volcada en los festejos por la inminente ejecución del líder britano Carataco y son testigos de que la lucha entre los hijos del emperador, Británico y Nerón, por la sucesión en el trono imperial está más activa que nunca.
A pesar de todo, su paso por la capital del Imperio será breve, pues en Asturica Augusta (ciudad de la Hispania Tarraconensis) está produciéndose un levantamiento rebelde y varias cohortes de la Guardia Pretoriana al mando del legado Vitelio (viejo enemigo de los dos legionarios y partidario de la facción de Nerón) son enviadas para sofocarlo.
Para sorpresa de los dos amigos, Vitelio otorga a Cato el mando de la Segunda Cohorte de la Guardia Pretoriana y, con Macro como su segundo, son enviados en vanguardia para proteger una importante mina de plata situada en pleno territorio enemigo, donde deberán resistir a los rebeldes hasta la llegada del resto de las cohortes pretorianas al tiempo que custodian un cargamento de lingotes de plata del tesoro imperial.
Cato y Macro vuelven a verse inmersos en la primera línea de batalla, lidiando a su vez con una conspiración que pretende hacerse con el cargamento de plata, mientras en Roma el emperador ha fallecido y su hijastro Nerón asume el poder después de deshacerse de gran parte de su enemigos (el consejero Narciso entre ellos).